# Weihwasserbecken (Préguillac)

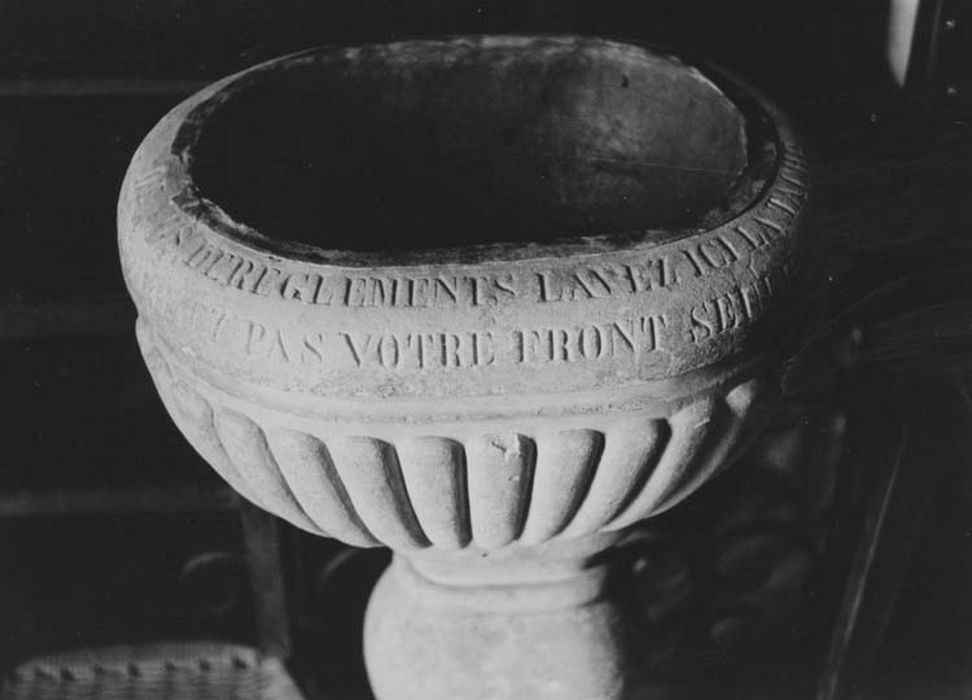
Weihwasserbecken in Préguillac

Das Weihwasserbecken in der Kirche Ste-Eulalie in Préguillac, einer französischen Gemeinde im Département Charente-Maritime der Region Nouvelle-Aquitaine, wurde im 18. Jahrhundert geschaffen. 
Im Jahr 1981 wurde das barocke Weihwasserbecken als Monument historique in die Liste der geschützten Objekte (Base Palissy) in Frankreich aufgenommen.
Das 90 cm hohe Weihwasserbecken aus Stein ist an der Außenseite godroniert. Am Beckenrand sind zwei Inschriften, in französischer und griechischer (Palindrom) Sprache, angebracht.